# Мацуката Масайоши
Масайоши Мацуката (на японски: 正義松方) е японски финансист и политик, два пъти министър-председател. Един от най-значимите реформатори през епохата Мейджи, Мацуката е смятан за създател на съвременната финансова система на Япония.

## Ранни години
Масайоши Мацуката е роден на 25 февруари 1835 г. в семейсвото на самурай от княжество Сацума (дн. префектура Кагошима). На 13-годишна възраст постъпва в конфуцианската школа „Дзошикан“, където изучава идеите на китайския реформатор Уан Янмин, акцентиращи върху верността към императора. Впоследствие младият Мацуката взема участие в т.нар. Инцидент Терадая (конфликт между войски на Сацума и императорската гвардия при Хамагури, входът на императорския дворец), наказателната експедиция на шогуната Токугава срещу княжество Чошу и в движението кобу гаттай, чиято цел била достигането на единство между привържениците на императора и на шогуната. В 1866 г. Мацуката заминава за Нагасаки, където изучава западни науки. По това време той става доверено лице на Окубо Тошимичи и Сайго Такамори, които го ползват за свръзка между императорската столица Киото и властите в Сацума. В първите години на Реставрацията Мейджи, Мацуката помага за поддържането на реда в Нагасаки, а по-късно провежда успешни преговори с английския и френския консули за удължаване на търговските споразумения с техните страни. Като един от основните привърженици на реформите и модернизирането на страната, по препоръка на Окубо Тошимичи, в 1868 г. Мацуката е назначен от новото императорско правителство за губернатор на префектура Хита (част от днешната префектура Оита). В 1878 г. в качеството си на зам.-ръководител на японска официална делегация присъства на промишлено изложение във Франция. След завръщането си в Япония, Мацуката е назначен за зам.-министър на вътрешните работи, а от 1880 г. става министър на това ведомство.

## Финансов министър
В 1881 г., когато Шигенобу Окума е принуден да се оттегли от правителството, Мацуката е назначен за министър на финансите. Той заема поста общо 18 години в периода 1881-1901 г. и за това време на практика оформя новата финансова система на страната. През първите години японската икономика е в криза, в резултат на огромната инфлация. За да се справи с проблема Мацуката налага строга финансова дисциплина („Дефлацията Мацуката“), която възстановява доверието в японската йена и финансовите институции на страната. Всички мерки, предприети от него, остават в историята като т.нар. „финансова политика Мацуката“, включваща съкращаване на правителствените разходи, въвеждане на нови данъци, пускане в обращение на ценни книжа, приемане на златния стандарт и създаване на Японската банка в 1882 г., която единствена получава правото да печата и пуска в обращение пари. Мацуката разработва също така нова система за подоходния данък, данъка върху допълнителната земеделска собственост и оформя тези данъци в единна система. Когато в 1885 г. е сформирано първото японско правителство по европейски модел, премиерът Хиробуми Ито кани именно Мацуката за финансов министър в него. Освен мерките за оформяне и стабилизация на японската финансова система, Мацуката търси и начини да защити промишлеността на страната от чуждата конкуренция, но тези му действия са ограничени от неравноправните търговски договори между Токио и Великите сили.

## Първо правителство на Мацуката
На 6 май 1891 г. Масайоши Мацуката е назначен за министър-председател и сформира първото си правителство. Пет дни след образуването на кабинета в град Оцу е извършено покушение срещу руския престолонаследник и бъдещ император Николай II, което влошава международното положение на Япония и способства за падане авторитета на правителството вътре в страната. Така още по време на втората сесия на парламента опозиционните партии се обединяват срещу него и формиат мнозинство. Правителството се опитва да се справи със ситуацията като разпуска камарата и провежда нови избори, които остават в историята с прякото му вмешателство в изборния процес. Особено активен в това отношение е вътрешният министър Яджиро Шинагава. През май 1892 г. между горната и долната камара на парламента избухва конфликт по повод решението на последната да съкрати военния бюджет. Вътре в правителството също настъпват разногласия заради вмешателството на негови членове в парламентарния вот, и в крайна сметка Мацуката е принуден да подаде оставка на 8 юли 1892 г.

## Второ правителство на Мацуката
Второто правителство на Мацуката е образувано на 18 септември 1896 г. През този мандат той продължава да усъвършенства финансовата система на страната. Установен е фиксиран курс на йената спрямо долара – 1 йена се разменя за 50 цента. Кабинетът обаче е остро критикуван за пасивната си външна политика (особено от влиятелното „Общество на черния океан“), отправени са дори обвинения, че Япония търпи провал след провал на дипломатическото поприще. В резултат външният министър Шигенобу Окума е принуден да подаде оставка и е заменен от Токуджиро Ниши. След оттеглянето на Окума обаче неговата Прогресивна партия, която е основния поддръжник на кабинета в парламента, оттегля подкрепата си. Към прогресистите скоро се присъединяват и представители на либералите. В отговор Мацуката разпуска долната камара и назначава нови избори, но така и не дочаква резултата от тях, тъй като на 12 януари 1897 г. подава оставка. През същата година отново е назначен за финансов министър.

## Късни години
В 1903 г. влиза в Тайния съвет, а през 1917 г. е външен министър в кабинета на Шигенобу Окума. След напускането на правителството Мацуката е последователно председател на Японското общество на Червения кръст, чле на Тайния съвет, член на Камарата на лордовете и пазител на императорския печат. От 1898 г. назначен за пожизнен генро и получава титлата принц. Умира на 2 юли 1924 г.

## Семейство
Мацуката има изключително голямо семейство – поне 13 синове и 11 дъщери. Веднъж император Мейджи го попитал колко точно деца има, на което Мацуката отговорил, че не знае точно. Една от внучките му – Хару Мацуката-Райшауър е известна журналистка, която се омъжва за американския японист и държавник Едуин Олдфадър Райшауър.